# 송대현
송대현(1956년~ )는 LG전자 (H&A사업본부장) 대표이사 사장을 지낸 대한민국의 기업인이다. 그의 재임 기간 동안 LG전자는 2017년 영업이익 기준으로 미국 월풀을 제치고 전 세계 가전회사 중 1위를 기록한 데 이어 매출로도 세계 1위를 차지했다. 2012년 러시아법인장으로 부임한 뒤 현지 시장 악조건 속에서도 LG전자를 러시아의 국민 브랜드로 키워내기도 했다.

## 학력
- 부산대학교 기계공학과 졸업
- 캐나다 맥길대학교 대학원 MBA

## 참고 자료
- 송대현 머니투데이 인물검색